# Blind (film, 2007)
Pour les articles homonymes, voir Blind.
Pour plus de détails, voir Fiche technique et Distribution.
Blind est un film néerlandais réalisé par Tamar van den Dop, sorti en 2007.

## Synopsis
Marie est une jeune femme albinos, qui est engagé par la mère de Ruben, un jeune homme aveugle, pour faire la lecture à ce dernier. Une romance commence à naitre entre les deux.

## Fiche technique
- Titre original : Blind
- Réalisateur :Tamar van den Dop
- Scénariste : Tamar van den Dop
- Société de production :
- Producteur : Petra Goedings
- Costumes : Alette Kraan
- Direction artistique : Céline De Streel
- Musique :  Junkie XL
- Genre : Film dramatique
- Durée : 98 minutes
- Dates de sortie :
  -  Pays-Bas : 7 février 2007

## Distribution
- Halina Reijn : Marie
- Joren Seldeslachts : Ruben Rietlander
- Jan Decleir : Victor Verbeeck
- Katelijne Verbeke : Catherine Rietlander
- Betty Schuurman
- Reinhilde Decleir: infirmière

## Distinctions

### Prix
- Festival international Cinéma et Costumes de Moulins de 2008, le film remporte le « prix du meilleur film »
- Festival du film de Giffoni 2008 : « Griffon d'or »
- Festival du cinéma néerlandais 2007 : « Movie Squad Junior Award » pour Tamar van den Dop